# Dommeren (novelle)
 For alternative betydninger, se Dommeren. (Se også artikler, som begynder med Dommeren)
Dommeren er en novellesamling af den danske forfatter Tove Ditlevsen. Novellesamlingen blev udgivet i 1948 og indeholder novellerne, Film, Guldregn, To mand frem -, To piger, Dommeren, Erotoman, Klaveret, En æggesnaps, Ansvar, Vivienne, Danse macabre, Appelsiner, Livets spejl og Vorherrebevares!
| Sprog og litteratur | Spire Denne artikel om litteratur er en spire som bør udbygges. Du er velkommen til at hjælpe Wikipedia ved at udvide den. |